# Hundtjärnen (Malå socken, Lappland)
Hundtjärnen är en sjö i Malå kommun i Lappland och ingår i Skellefteälvens huvudavrinningsområde.